# Astrid Olofsdotter
Astrid Olofsdotter (Astrid Olavsdatter en norvégien, morte en 1035) est l'épouse du roi Olaf II de Norvège.

## Biographie
Astrid est la fille du roi Olof Skötkonung de Suède et de sa concubine slave Edla. Elle est la demi-sœur du roi Anund Jacob et la sœur du futur roi Emund le Vieux. Selon la tradition elle et son frère sont regardés avec suspicion par la reine Estrid des Obotrites, et ils sont élevés en fosterage. C'est ainsi qu'Astrid est confiée à un homme nommé Egil en Västergötland.
En 1016, les rois de Suède et de Norvège décident de renforcer leurs relations pacifiques par une union royale. Les nobles des deux pays se rencontrent afin d'organiser le mariage d'Olaf II de Norvège avec la demi-sœur d'Astrid, la princesse Ingigerd Olofsdotter. Le roi Olof de Suède donne d'abord son accord et Olaf de Norvège se rend à Konungahella pour chercher sa fiancée. Entre-temps Olof de Suède revient sur sa promesse et le roi Olaf de Norvège envoie des émissaires chez le Jarl Ragnvald Ulfsson du Götaland pour obtenir des informations sur ce revirement.
Le roi suédois annonce alors à sa fille Ingigerd que « malgré l'amour qu'elle porte au gros roi  »,  il a décidé de la marier avec le grand-prince de Kiev et de Novgorod Iaroslav le Sage L'envoyé d'Olaf le scalde Sigvatr Þórðarson et le Jarl Rögnwaldr réussissent à convaincre la princesse Astrid de se substituer à sa demi-sœur et obtiennent le consentement de son père. Astrid épouse donc Olaf à Sarpsborg en 1019. La saga précise que le Jarl obtient le versement de la dot précédemment stipulée pour Ingegerd  et que le futur époux lui constitue le douaire qu'il aurait remis à sa sœur,.
Dans la saga de saint Olaf Astrid est décrite comme : « la plus belle des femmes  et fort éloquente, enjouée dans ses propos et libérale. Quand elle fut dans la fleur de l'âge, elle plaisait à tous ». Elle devient la mère de Wulfhilde de Norvège (1020–1070), épouse du duc  Ordulf de Saxe et la belle-mère du futur roi Magnus le Bon, avec lequel elle entretient d'excellentes relations. Devenue veuve en 1030 après la mort de son époux elle quitte la Norvège et se retire à la cour de Suède où elle occupe une position éminente. Lorsque son beau-fils Magnus lui rend visite à Sigtuna avant de revendiquer le trône de Norvège elle lui accorde son appui officiel lors d'un thing et encourage les Suédois à en faire de même.

## Source primaire
- Snorri Sturluson (trad. Régis Boyer), La saga de saint Olaf, Paris, Payot, 1983 (ISBN 2-228-13250-0).